# Bačka Topola
Bačka Topola (cyr. Бачка Топола, węg. Topolya) – miasto w Serbii, w Wojwodinie, w okręgu północnobackim, siedziba gminy Bačka Topola. W 2011 roku liczyło 14 573 mieszkańców.
W mieście rozwinął się przemysł spożywczy, meblarski oraz włókienniczy.

## Demografia
Według danych ze spisu powszechnego z 2011 roku miasto zamieszkiwali w 55,4% Węgrzy, 31,1% Serbowie i 1,95% Czarnogórcy.

## Miasta partnerskie
- Lipótváros, Węgry
- Kiskunmajsa, Węgry
- Szentes, Węgry
- Rożniawa, Słowacja
- Gheorgheni, Rumunia